# Nardò
Pour les articles homonymes, voir Nardo.
Nardò est une ville italienne d'environ 31 400 habitants, située dans la province de Lecce, dans la région des Pouilles, en Italie méridionale, dans la péninsule du Salento.

## Géographie
Nardò se situe à 24 kilomètres au sud-ouest de Lecce, avec une façade sur le golfe de Tarente.
- Parc naturel régional de Porto Selvaggio et Palude del Capitano

## Histoire
De 1220 à 1250, l'Apulie appartient à l'empereur du Saint-Empire Frédéric de Hohenstaufen et connaît son âge d'or. Le souverain fortifie les villes et organise l'agriculture. À sa mort, les cités les plus puissantes tentent de réduire l'État frédéricien en se confédérant pour se doter de gouvernements autonomes. C'est dans ce contexte qu'en 1255 Brindisi, alliée à Lecce, Otrante et Gallipoli, s'empare de Nardò et la pille. La cité passe en 1282 sous la domination des Angevins qui durera jusqu'en 1482; ceux-ci introduisent la féodalité.
La ville se voit attribuer le siège d'un évêché en 1413 par l'antipape Jean XXIII. Elle est érigée en duché en 1497, possession de la famille Acquaviva d'Aragon, statut qu'elle conservera jusqu'en 1806. Le premier duc de Nardò, Belisario Acquaviva d'Aragon est enterré dans l'église Sant'Antonio degli zoccoli.
Le 20 février 1743, un tremblement de terre détruit la cité, causant la mort de 115 personnes. Les églises de la ville sont reconstruites dans les années suivantes. La féodalité est abolie en 1806 avec l'entrée des troupes napoléoniennes à Naples et l'instauration du royaume de Naples. Ainsi prend fin la tyrannie sur la ville de la famille Acquaviva, qui reste néanmoins titulaire de nombreuses propriétés.
Le 20 mai 1975, la frazione de Porto Cesareo, bande côtière incluant le port de pêche et de plaisance, est détachée de Nardò pour constituer une commune à part entière.
La commune de Nardò a reçu en 2005 la médaille d'or du Mérite civil italien pour son accueil entre 1943 et 1947 de Juifs libérés des camps d'extermination nazis. Cet épisode est commémoré au musée de la mémoire et de l'accueil à Santa Maria al Bagno, hameau (frazione) de la commune de Nardò.

## Culture

### Monuments
- La cathédrale de Nardò, édifiée entre les VIIe et XIe siècles est classée, depuis 1879, Elenco dei monumenti nazionali italiani (monument national).

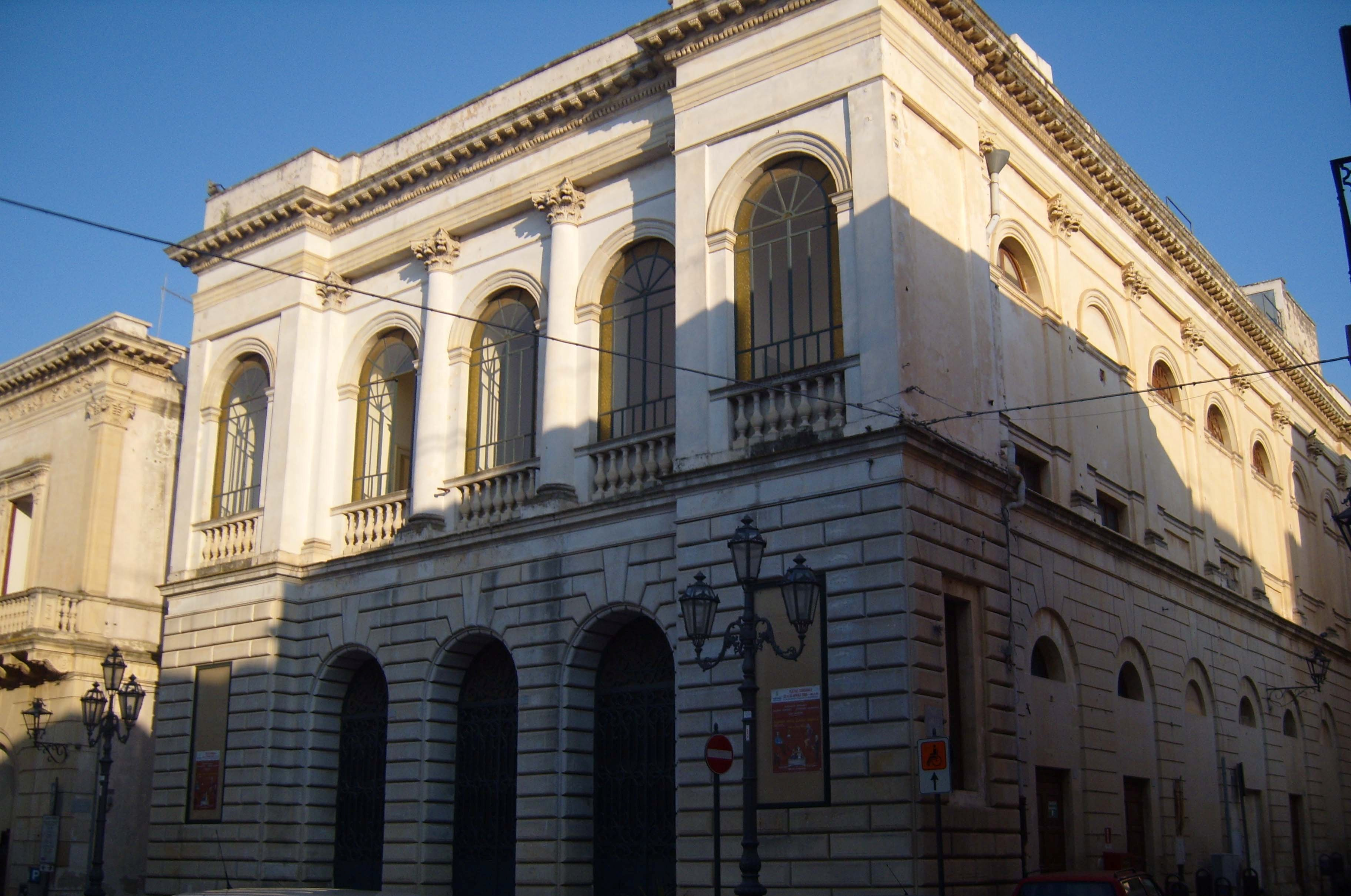
Teatro Comunale
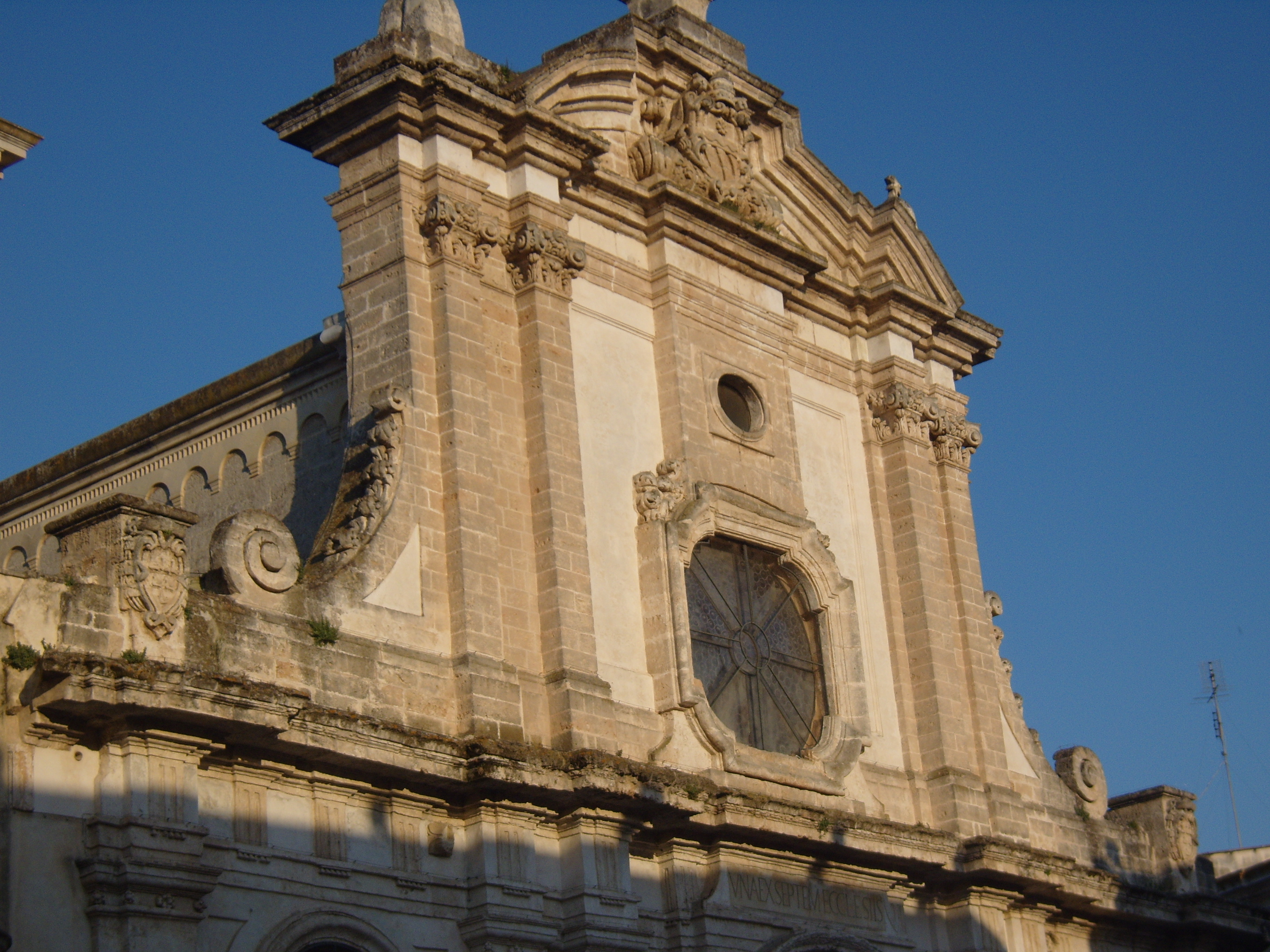
La cathédrale de Nardò
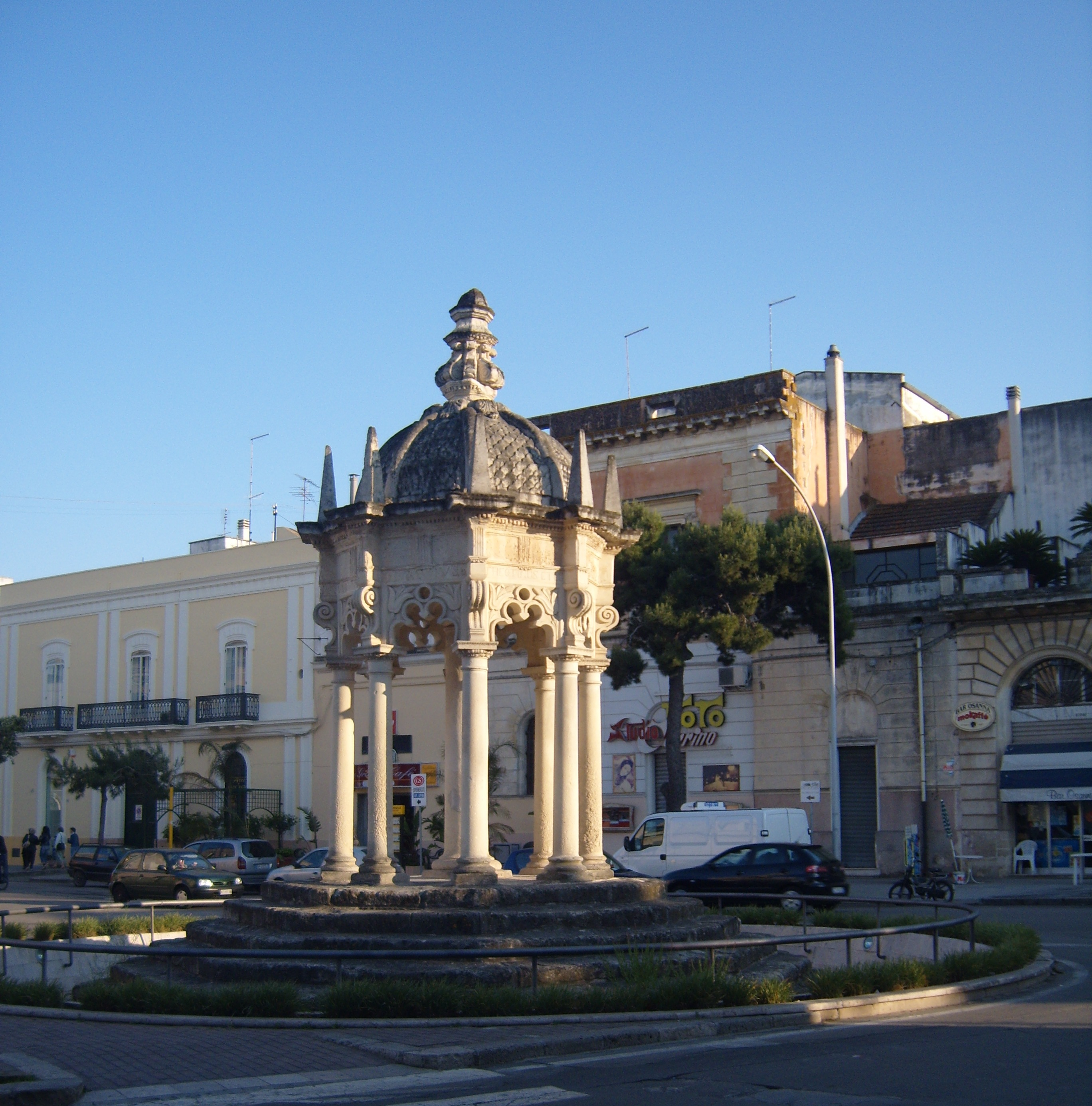
Tempio de l'Osanna
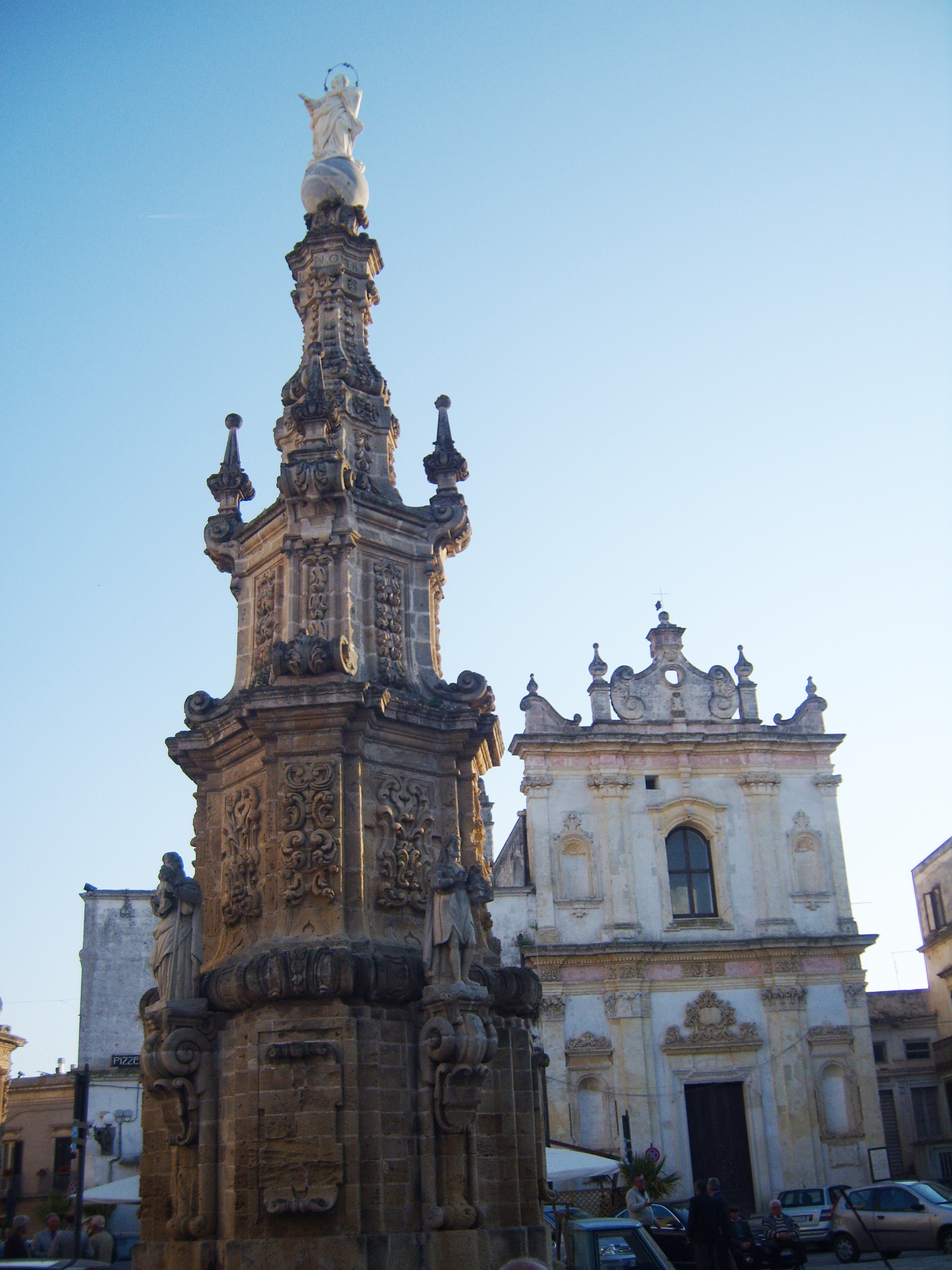
Colonne baroque dédiée à la Sainte Vierge, érigée en 1769, située sur la piazza Salandra
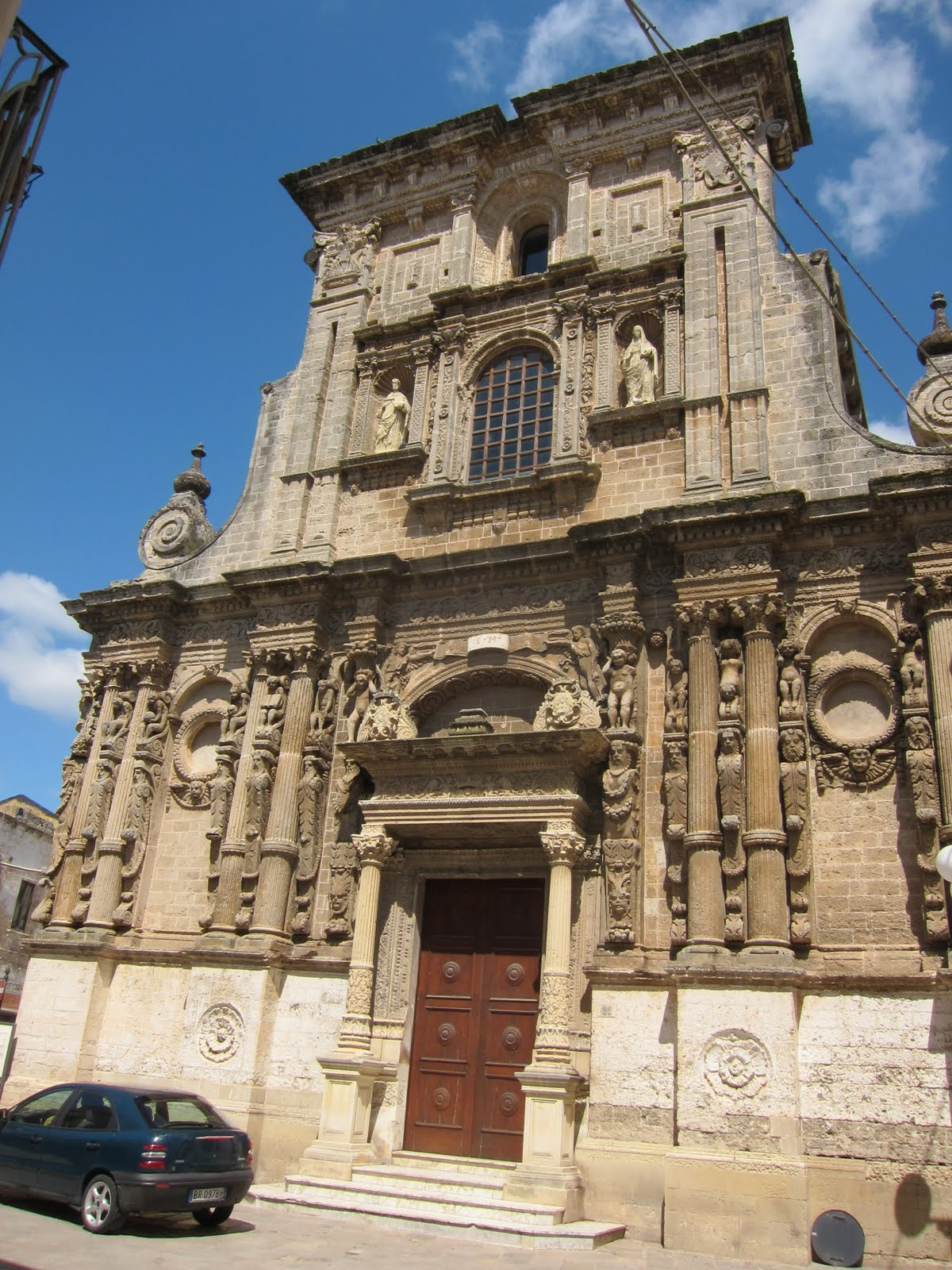
Chiesa San Domenico
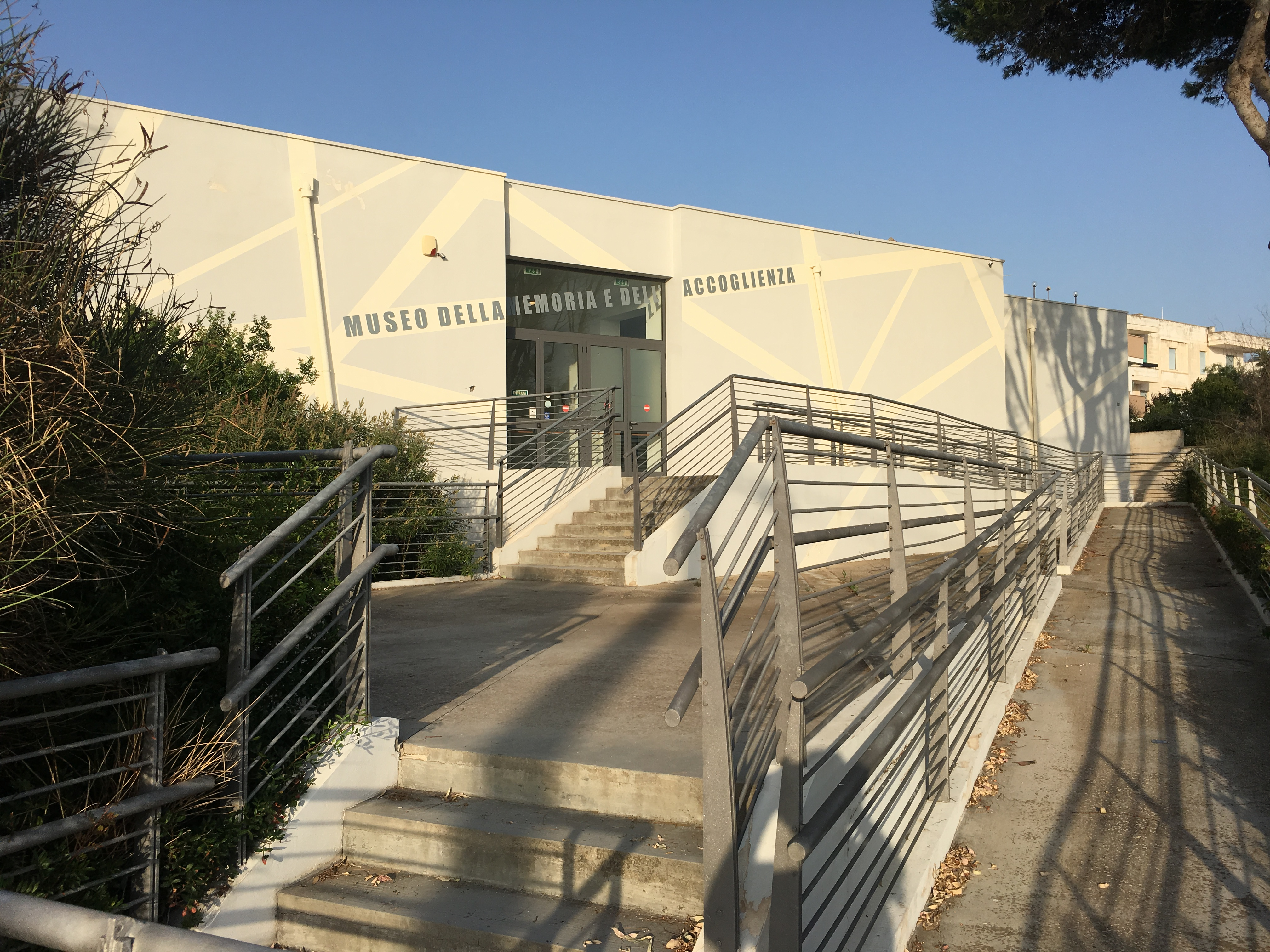
Le musée de la mémoire et de l'accueil à Santa Maria al Bagno

## Administration
| Période                                  | Période    | Identité                 | Étiquette       | Qualité |
| ---------------------------------------- | ---------- | ------------------------ | --------------- | ------- |
| 02/05/1998                               | 05/04/2001 | Gregorio Dell'Anna       | Centro-destra   |         |
| 12/06/2002                               | 12/06/2007 | Antonio Benedetto Vaglio | Centro-sinistra |         |
| 12/06/2007                               | 30/05/2011 | Antonio Benedetto Vaglio | Centro-sinistra |         |
| 30/05/2011                               | 19/06/2016 | Marcello Risi            | liste civique   |         |
| 19/06/2016                               | En cours   | Giuseppe Pippi Mellone   | liste civique   | avocat  |
| Les données manquantes sont à compléter. |            |                          |                 |         |

### Hameaux
Boncore, Cenate, Pagani, Santa Maria al Bagno, Santa Caterina, Sant'Isidoro, Villaggio Resta

### Communes limitrophes
Avetrana (TA), Copertino, Galatina, Galatone, Leverano, Porto Cesareo, Salice Salentino, Veglie

### Évolution démographique
Habitants recensés

## Circuit de Nardò

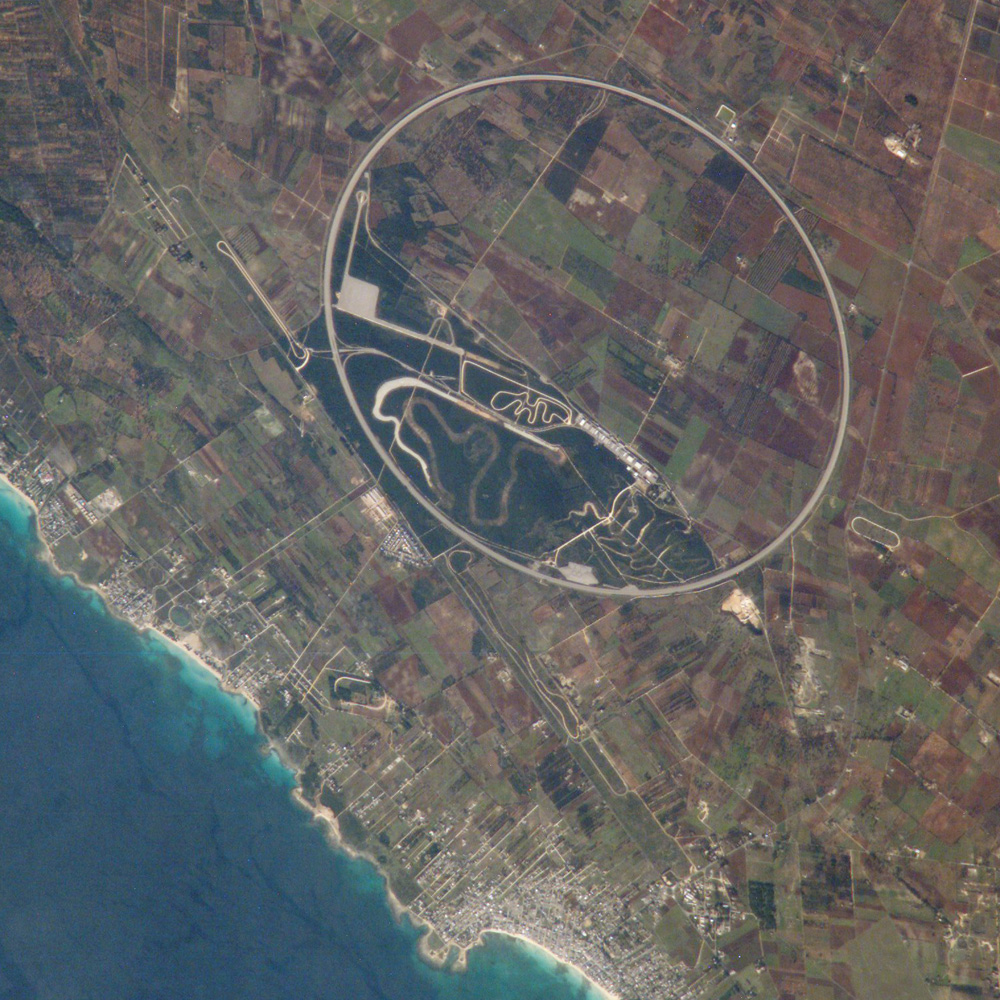
Photo spatiale du circuit de Nardò.

La ville de Nardo possède un immense circuit circulaire. Ce circuit est utilisé pour les tests d’endurance à vitesse élevée. Son périmètre est de 12,5 km et est parfaitement circulaire. La piste a une inclinaison qui permet souvent aux pilotes de ne pas tourner le volant en conduisant. Dans les faits, tout se passe comme si le conducteur roulait en ligne droite. Des véhicules extrêmement rapides ont besoin que l'on tourne le volant, comme la Koenigsegg CCR qui a atteint un record de vitesse sur le circuit de Nardò pour un véhicule de série avec un volant braqué à 30°, record battu ensuite par la Bugatti Veyron 16.4, non plus en tant que voiture de série mais en tant que prototype.
Le 29 septembre 1985, Coluche y a battu le record du monde de vitesse du kilomètre lancé à moto dans la catégorie des 750 cm3, en 13 secondes et 9/100 (soit 252,087 km/h de moyenne), au guidon d'une Yamaha 750 OW 31.

## Jumelages
- Hof Hacarmel Atlit
- Fiorano Modenese
- Conversano